# Rally de Japón de 2008
El Rally de Japón de 2008, oficialmente 8th Pioneer Carrozzeria Rally Japan, fue la decimocuarta ronda de la temporada 2008 del Campeonato Mundial de Rally. Se celebró en las cercanías de Sapporo (Hokkaidō) entre el 31 de octubre y el 2 de noviembre y contó con un itinerario de veintiséis tramos sobre tierra que sumaban un total de 303.54 km cronometrados.

## Itinerario y resultados
| Día        | SS   | Tiempo | Nombre     | Distancia | Ganador                      | Tiempo    | Velo. media | Líder rally    |
| ---------- | ---- | ------ | ---------- | --------- | ---------------------------- | --------- | ----------- | -------------- |
| 1 (31 OCT) | SS1  | 09:11  | Heper 1    | 13.24 km  | Mikko Hirvonen               | 9:57.9    | 79.7 km/h   | Mikko Hirvonen |
| 1 (31 OCT) | SS2  | 09:39  | Yuparo 1   | 11.10 km  | Mikko Hirvonen               | 8:24.2    | 79.3 km/h   | Mikko Hirvonen |
| 1 (31 OCT) | SS3  | 10:42  | Isepo 1    | 13.67 km  | Cancelado                    | Cancelado | Cancelado   | Mikko Hirvonen |
| 1 (31 OCT) | SS4  | 11:28  | Pipaoi 1   | 5.74 km   | Sébastien Loeb               | 3:17.3    | 104.7 km/h  | Mikko Hirvonen |
| 1 (31 OCT) | SS5  | 14:28  | Heper 2    | 13.24 km  | Mikko Hirvonen               | 9:35.6    | 82.8 km/h   | Mikko Hirvonen |
| 1 (31 OCT) | SS6  | 14:56  | Yuparo 2   | 11.10 km  | Mikko Hirvonen               | 8:02.5    | 82.8 km/h   | Mikko Hirvonen |
| 1 (31 OCT) | SS7  | 15:59  | Isepo 2    | 13.67 km  | Cancelado                    | Cancelado | Cancelado   | Mikko Hirvonen |
| 1 (31 OCT) | SS8  | 16:45  | Pipaoi 2   | 5.74 km   | Cancelado                    | Cancelado | Cancelado   | Mikko Hirvonen |
| 1 (31 OCT) | SS9  | 18:14  | Sapporo 1  | 1.49 km   | Mikko Hirvonen               | 1:39.4    | 54.0 km/h   | Mikko Hirvonen |
| 1 (31 OCT) | SS10 | 18:24  | Sapporo 2  | 1.49 km   | Mikko Hirvonen               | 1:41.6    | 52.8 km/h   | Mikko Hirvonen |
| 2 (1 NOV)  | SS11 | 08:28  | Imeru 1    | 2.30 km   | Dani Sordo                   | 1:42.5    | 80.8 km/h   | Mikko Hirvonen |
| 2 (1 NOV)  | SS12 | 09:21  | Nikara 1   | 31.12 km  | Petter Solberg               | 18:37.0   | 100.3 km/h  | Mikko Hirvonen |
| 2 (1 NOV)  | SS13 | 10:37  | Kamuycep 1 | 33.66 km  | Jari-Matti Latvala           | 21:58.1   | 91.9 km/h   | Mikko Hirvonen |
| 2 (1 NOV)  | SS14 | 11:32  | Kina 1     | 9.55 km   | Henning Solberg              | 5:54.6    | 97.0 km/h   | Mikko Hirvonen |
| 2 (1 NOV)  | SS15 | 13:50  | Imeru 2    | 2.30 km   | Sébastien Loeb               | 1:42.5    | 80.8 km/h   | Mikko Hirvonen |
| 2 (1 NOV)  | SS16 | 14:43  | Nikara 2   | 31.12 km  | Jari-Matti Latvala           | 18:22.8   | 101.6 km/h  | Mikko Hirvonen |
| 2 (1 NOV)  | SS17 | 15:59  | Kamuycep 2 | 33.66 km  | Mikko Hirvonen               | 21:22.7   | 94.5 km/h   | Mikko Hirvonen |
| 2 (1 NOV)  | SS18 | 16:54  | Kina 2     | 9.55 km   | Mikko Hirvonen               | 5:54.3    | 97.0 km/h   | Mikko Hirvonen |
| 2 (1 NOV)  | SS19 | 18:09  | Sapporo 3  | 1.49 km   | Toni Gardemeister Dani Sordo | 1:25.4    | 62.8 km/h   | Mikko Hirvonen |
| 2 (1 NOV)  | SS20 | 18:09  | Sapporo 4  | 1.49 km   | Dani Sordo                   | 1:23.2    | 64.5 km/h   | Mikko Hirvonen |
| 3 (2 NOV)  | SS21 | 07:07  | Koyka 1    | 3.57 km   | Petter Solberg               | 2:00.2    | 106.9 km/h  | Mikko Hirvonen |
| 3 (2 NOV)  | SS22 | 07:56  | Iwanke 1   | 13.57 km  | Mikko Hirvonen               | 8:13.0    | 99.1 km/h   | Mikko Hirvonen |
| 3 (2 NOV)  | SS23 | 08:21  | Sikot 1    | 27.76 km  | Jari-Matti Latvala           | 17:49.5   | 93.4 km/h   | Mikko Hirvonen |
| 3 (2 NOV)  | SS24 | 08:53  | Imeru 3    | 2.30 km   | Jari-Matti Latvala           | 1:57.3    | 70.6 km/h   | Mikko Hirvonen |
| 3 (2 NOV)  | SS25 | 10:06  | Sapporo 5  | 1.49 km   | Aji Kim                      | 1:45.7    | 50.7 km/h   | Mikko Hirvonen |
| 3 (2 NOV)  | SS26 | 11:58  | Koyka 2    | 3.57 km   | Mikko Hirvonen               | 2:08.6    | 99.9 km/h   | Mikko Hirvonen |
| 3 (2 NOV)  | SS27 | 12:47  | Iwanke 2   | 13.57 km  | Mikko Hirvonen               | 8:39.9    | 94.0 km/h   | Mikko Hirvonen |
| 3 (2 NOV)  | SS28 | 13:12  | Sikot 2    | 27.76 km  | Petter Solberg               | 18:00.2   | 92.5 km/h   | Mikko Hirvonen |
| 3 (2 NOV)  | SS29 | 13:44  | Imeru 4    | 2.30 km   | Petter Solberg               | 2:03.8    | 66.9 km/h   | Mikko Hirvonen |

## Clasificación final
| Pos.    | Piloto               | Copiloto        | Automóvil                | Tiempo    | Diferencia | Puntos  |
| General | General              | General         | General                  | General   | General    | General |
| ------- | -------------------- | --------------- | ------------------------ | --------- | ---------- | ------- |
| 1.      | Mikko Hirvonen       | Jarmo Lehtinen  | Ford Focus RS WRC 08     | 3:25:03.0 | 0.0        | 10      |
| 2.      | Jari-Matti Latvala   | Miikka Antilla  | Ford Focus RS WRC 08     | 3:25:34.1 | 31.1       | 8       |
| 3.      | Sébastien Loeb       | Daniel Elena    | Citroën C4 WRC           | 3:27:33.6 | 2:30.6     | 6       |
| 4.      | Chris Atkinson       | Stéphane Prévot | Subaru Impreza WRC2008   | 3:28:45.4 | 3:42.4     | 5       |
| 5.      | Per-Gunnar Andersson | Jonas Andersson | Suzuki SX4 WRC           | 3:30:15.9 | 5:12.9     | 4       |
| 6.      | Toni Gardemeister    | Tomi Tuominen   | Suzuki SX4 WRC           | 3:31:12.4 | 6:09.4     | 3       |
| 7.      | Matthew Wilson       | Scott Martin    | Ford Focus RS WRC 07     | 3:32:08.3 | 7:05.3     | 2       |
| 8.      | Petter Solberg       | Phil Mills      | Subaru Impreza WRC2008   | 3:38:22.9 | 13:19.9    | 1       |
| PCWRC   |                      |                 |                          |           |            |         |
| 1.      | Juho Hänninen        | Mikko Markkula  | Mitsubishi Lancer Evo IX | 3:43:30.4 | 0.0        | 10      |
| 2.      | Evgeny Novikov       | Dale Moscatt    | Mitsubishi Lancer Evo IX | 3:43:36.7 | 6.3        | 8       |
| 3.      | Toshihiro Arai       | Glenn MacNeall  | Subaru Impreza WRX STI   | 3:43:39.6 | 9.2        | 6       |